# Masayoshi Kan
Masayoshi Kan (Japón, 25 de febrero de 1972) es un atleta japonés retirado especializado en la prueba de 4x400 m, en la que consiguió ser medallista de bronce mundial en pista cubierta en 1995.

## Carrera deportiva
En el Campeonato Mundial de Atletismo en Pista Cubierta de 1995 ganó la medalla de bronce en los relevos de 4x400 metros, llegando a meta en un tiempo de 3:09.73 segundos, tras Estados Unidos (oro) e Italia (plata).